# Dasineura poae
Dasineura poae är en tvåvingeart som först beskrevs av Muhle 1957.  Dasineura poae ingår i släktet Dasineura och familjen gallmyggor. Inga underarter finns listade i Catalogue of Life.